# Форест Парк (Охајо)
Форест Парк (енгл. Forest Park) град је у америчкој савезној држави Охајо.

## Демографија
По попису из 2010. године број становника је 18.720, што је 743 (-3,8%) становника мање него 2000. године.
| Група             | 2000.          | 2010.          |
| Белци             | 7.035 (36,1%)  | 4.266 (22,8%)  |
| Афроамериканци    | 10.949 (56,3%) | 12.159 (65,0%) |
| Азијати           | 715 (3,7%)     | 412 (2,2%)     |
| Хиспаноамериканци | 289 (1,5%)     | 1.204 (6,4%)   |
| Укупно            | 19.463         | 18.720         |